# Бишофсхофен
Бишофсхофен (на немски: Bischofshofen) е град в Австрия, провинция Залцбург, окръг Санкт Йохан им Понгау.
Според преброяването към 1 януари 2009 населението на града е 10 310 души. Заема площ от 49,62 км2.
Според резултатите от изборите през 2004 кмет на града е Якоб Рормозер от Австрийската народна партия.
В Бишофсхофен традиционно се провежда последното състезание от Турнира на четирите шанци по ски скокове. С малки изключения то се провежда на 6 януари (Богоявление) от 1953 година.